# Троє на шосе
«Троє на шосе» (рос. «Трое на шоссе») — радянський художній фільм 1983 року, знятий на кіностудії «Мосфільм».

## Сюжет
Старі друзі Віктор Карцев і Сергій Пушкарьов — шофери великовантажних автомобілів — знову в дорозі. Їм треба проїхати шлях від Москви до Закарпаття. З героями відбувається багато різних подій, а також серйозна сварка, яка закінчилася трагічно.

## У ролях
- Армен Джигарханян — Віктор Вікторович Карцев
- В'ячеслав Невинний — Сергій Іванович Пушкарьов
- Тамара Акулова — Олена
- Борис Токарєв — Анатолій, син Карцева
- Олена Циплакова — Ліза, дружина Анатолія
- Катерина Бондарєва — Катька, внучка Карцева
- Андрій Дударенко — Іван, постачальник яблук
- Юрій Воробйов — Ілля, водій поламаної фури з рибою
- Радій Афанасьєв — шлагбаумник
- Олександр Пятков — Женька, п'яний водій
- Микола Бармін — начальник споживспілки
- Раїса Куркіна — представник санітарної комісії
- Юрій Мартинов — міліціонер
- Віктор Уральський — шофер
- Олеся Іванова — буфетниця в придорожньому кафе
- Клавдія Хабарова — Клава, буфетниця в придорожньому кафе
- Віктор Маркін — представник санітарної комісії
- Андрій Войновський — друг Анатолія
- Олена Кольчугіна — подруга Анатолія
- Віталій Леонов — «Клієнт», покупець «лівих» яблук в Рязані
- Микола Оленчук — епізод
- Віктор Шульгін — епізод
- Антоніна Циганкова-Поваляєва — епізод
- Анна Фроловцева — жінка в ресторані
- Павло Сиротін — шофер зі спущеним колесом
- Володимир Мишкін — міліціонер в Рязані
- Григорій Маліков — шофер біля диспетчерської
- Клавдія Моїсеєва — диспетчер
- Микола Мальцев — епізод
- Геннадій Барков — офіціант в ресторані
- Станіслав Міхін — шофер
- Володимир Піцек — представник санітарної комісії
- Галина Левченко — жінка в ресторані
- В'ячеслав Горбунчиков — робітник

## Знімальна група
- Режисер — Анатолій Бобровський
- Сценаристи — Володимир Кунін, Анатолій Бобровський
- Оператор — Михайло Ардаб'євський
- Композитор — Ісаак Шварц
- Художник — Олександр Кузнецов